# Schwaigwall
Schwaigwall ist ein Gemeindeteil der Stadt Geretsried im oberbayerischen Landkreis Bad Tölz-Wolfratshausen.
Der Ort liegt nordwestlich der Kernstadt Geretsried. Östlich verläuft die B 11 und fließt der Schwaigwaller Bach, ein linker Zufluss der Isar. Westlich verläuft der Loisach-Isar-Kanal und fließt die Loisach. Südlich erstreckt sich das 211,3 ha große Naturschutzgebiet Babenstubener Moore.

## Sehenswürdigkeiten
In der Liste der Baudenkmäler in Geretsried ist für Schwaigwall ein Baudenkmal aufgeführt:
- Gutshof (Schwaigwall 2):
  - Das aus dem 1. Viertel des 19. Jahrhunderts stammende Gutshaus ist ein zweigeschossiger putzgegliederter Halbwalmdachbau.
  - Der aus dem 1. Viertel des 19. Jahrhunderts stammende und 1927 nach einem Brand erneuerte Ökonomiehof ist eine zweigeschossige Dreiflügelanlage mit Fassadenmalerei.